# Skua Glacier
Skua Glacier är en glaciär i Antarktis. Den ligger i Östantarktis. Australien gör anspråk på området. Skua Glacier ligger 1 577 meter över havet.
Terrängen runt Skua Glacier är kuperad västerut, men österut är den platt. Trakten är obefolkad. Det finns inga samhällen i närheten.